# Ossenreyerstraße 24 (Stralsund)
Das Haus mit der postalischen Adresse Ossenreyerstraße 24 ist ein unter Denkmalschutz stehendes Gebäude in der Ossenreyerstraße im Stadtgebiet Altstadt in Stralsund.

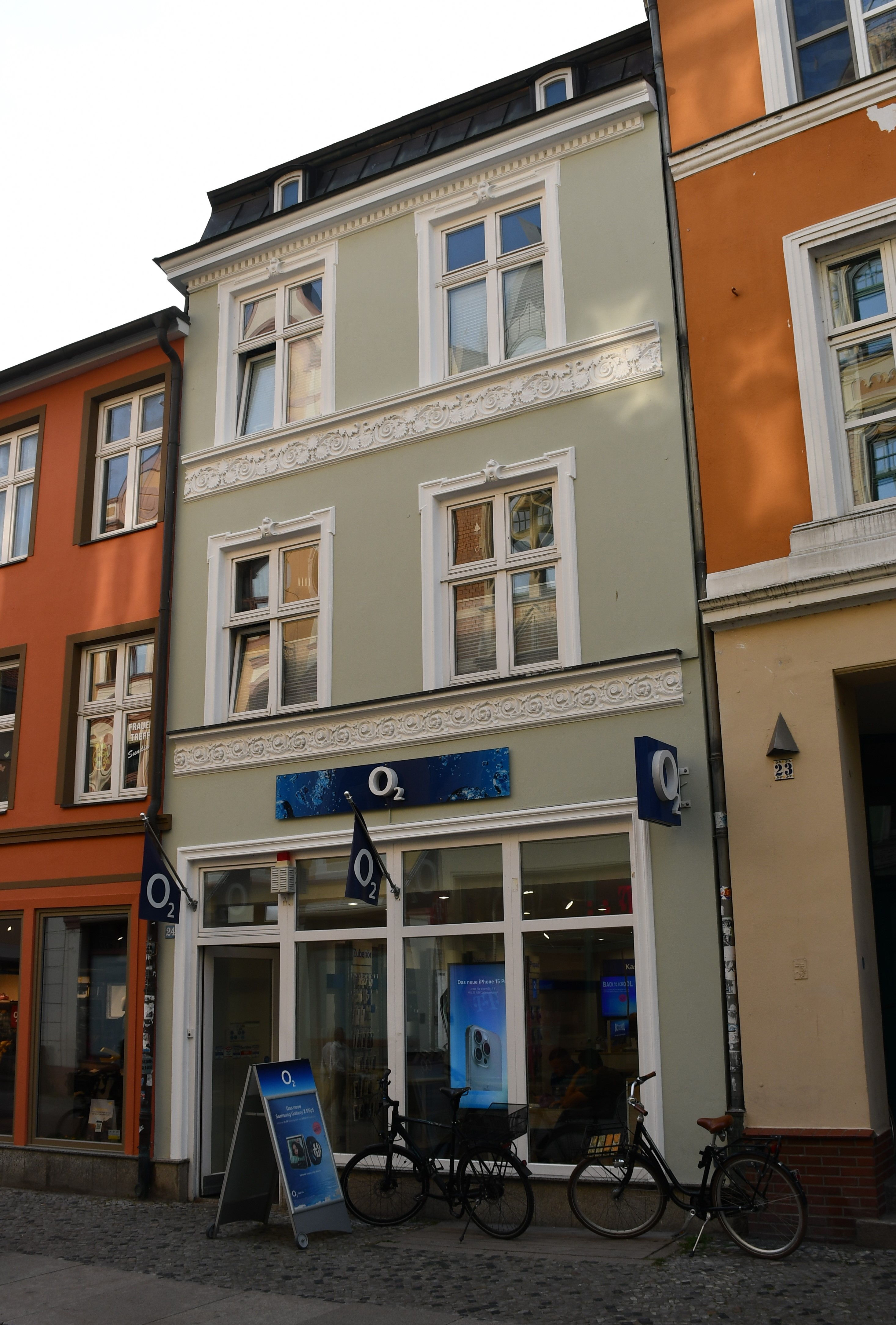
Ossenreyerstraße 24 (2023)

Der ursprünglich zweigeschossige Putzbau wurde Mitte des 18. Jahrhunderts errichtet. Das Traufenhaus wurde im Jahr 1889 aufgestockt, die Fassade dabei neu gestaltet. Das Erdgeschoss wurde durch den Einbau eines Ladens stark verändert. Die Obergeschosse mit ihren reichen Ornamentfriesen sind original erhalten.
Das Haus liegt im Kerngebiet des von der UNESCO als Weltkulturerbe anerkannten Stadtgebietes des Kulturgutes „Historische Altstädte Stralsund und Wismar“. Es ist in die Liste der Baudenkmale in Stralsund eingetragen.